# Ocean's Kingdom
Albums de Paul McCartney
Paul McCartney Live in Los Angeles
(2010) Kisses on the Bottom
(2012)
Albums de musique classique de Paul McCartney
Ecce Cor Meum
(2006)
Ocean's Kingdom est le cinquième album de musique classique de Paul McCartney, paru en octobre 2011.
Il a à l'origine été utilisé comme bande son pour un ballet qui raconte une histoire d'amour dans deux mondes fantastiques - le Royaume de l'océan « pur » et le Royaume de la terre « peuplé de méchants » qui menacent le monde sous-marin.
Sorti début octobre 2011, il atteint la tête des ventes de musique classique dans le classement du magazine Billboard.

## Pistes
1. Mouvement 1 : Ocean's Kingdom - 14:07
2. Mouvement 2 : Hall Of Dance - 16:17
3. Mouvement 3 : Imprisonment - 13:36
4. Mouvement 4 : Moonrise - 12:29